# 天狗庵史蹟公園
天狗庵史蹟公園，位在台灣台北市北投區的公園，加賀屋旁，為日治時代的溫泉旅館「天狗庵」跡地。

## 年表
- 1896年，平田源吾開設「天狗庵」，為北投第一間溫泉旅館。
- 戰後，結束營業。
- 2013年，舊址開設公園。

## 脚注
1. ↑  天狗庵遺址

## 外部連結
- 天狗庵史蹟公園 Ten Gu An Historian Park